# Jean Adam Schramm
Pour les articles homonymes, voir Schramm.
Jean Adam Schramm, né le 23 décembre 1760 à Beinheim dans le Bas-Rhin et mort le 12 mars 1826 dans cette même ville, est un général français de la Révolution et de l’Empire.

## Biographie
Il entre comme soldat au régiment suisse de Diesbach le 24 février 1777, et est fait sergent-major le 10 octobre 1786. Licencié avec son régiment le 21 août 1792, il intègre le même jour comme capitaine le 1er bataillon franc de Muller, qui est incorporé dans la 21e demi-brigade d’infanterie légère de première formation, et il est envoyé à l’armée du Nord, où il fait la campagne de 1792.
Le 3 novembre de cette dernière année, avec 200 hommes seulement, il culbute les Autrichiens, s’empare de leurs positions, prend trois pièces de canon, et fait plus de prisonniers qu’il n’a de combattants ; mais une colonne  de 3 000  fantassins, avec trois bouches à feu et 400 hussards, sortie du camp, près de la montagne de Mons, vient arrêter ses progrès.
Malgré ses blessures il se trouve à la prise de Mons, à l’affaire de la montagne de Fer et à la prise de Liège, dans le courant du même mois. De 1793 à l’an V, il sert aux armées du Nord, de Sambre-et-Meuse et d’Italie. En 1793 il prend part aux combats de Gosseland, près de Juliers, de Tirlemont, où il est blessé à la jambe gauche, aux sièges de Landrecies et du Quesnoy. Le 12 juin 1795, à la prise de Luxembourg, il est blessé par un éclat d’obus à la jambe gauche.
Le 6 mai 1796, au passage du Rhin à Weißenthurm, il se trouve à l’affaire qui a lieu sur la Lahn, entre sa demi-brigade et les Autrichiens.
Il se signale le 23 mars 1797 à l’affaire de Tarvis, et il est nommé chef de bataillon à la 2e demi-brigade légère le 27 avril 1797. Passé à l’armée expéditionnaire d’Orient, son nom est honorablement cité à la prise d’Alexandrie, au siège de Saint-Jean-d'Acre et au combat que le général Kléber a à soutenir contre 25 000 Turcs près de Nazareth. Le 1er novembre 1799 les Turcs débarque au Boghar de Lesbeh, près de Damiette, le commandant Schramm contribue puissamment à leur défaite. C’est sur ce champ de bataille que le grade de chef de brigade lui est conféré. De retour en France après la capitulation d’Alexandrie, il est confirmé dans son grade, et maintenu dans le commandement de la 2e demi-brigade légère.
Chevalier de la Légion d'honneur le 11 décembre 1803, il est nommé officier de l'ordre 14 juin 1804, et fait la campagne d’Autriche avec la division de grenadiers réunis du 5e corps de la Grande Armée. Il se couvre de gloire à la bataille d'Austerlitz le 2 décembre 1805, et à la tête de son régiment de grenadiers, il fait mettre bas les armes à un corps de 8 000 hommes. Il est promu général de brigade par décret impérial du 24 décembre 1805.
Désigné pour être employé à Mayence, il est attaché au 8e corps de la grande armée en 1806, et passe au corps d’armée du maréchal Lefebvre, chargé des opérations du siège de Dantzig (1807) du 19 mars au 24 mai 1807. Lorsque la Vistule est débarrassée des glaces qu’elle charrie, le maréchal s’occupe d’attaquer l’île de Nehrung, seule communication qui reste encore entre Dantzig et Kœnigsberg. Le 3 avril Schramm prend encore 200 hommes, puis le 16 avril il se bat pendant cinq heures, quoique malade, pour repousser une sortie de la garnison du fort, et est mentionné honorablement. Le 15 mai il repousse quatre fois l’attaque vigoureuse des Russes qui perdent 2 500 hommes, et est cité de nouveau. Élevé au grade de commandeur de la Légion d'honneur le 29 mai 1807, il est fait chevalier de l'ordre de la Couronne de Wurtemberg le 29 juin 1807 et de l'ordre de Saint-Henri de Saxe le 21 juillet suivant. Chevalier de l'ordre de la Couronne de fer le 27 décembre 1807, il est créé baron de l’Empire par lettres patentes du 21 décembre 1808.
Il est envoyé en Espagne le 27 mars 1808. Revenu à Paris après l’affaire de Baylen où il est blessé, il obtient plusieurs commandements successifs et retourne en Allemagne en 1809. Il est grièvement blessé en montant à l’assaut de Ratisbonne. Dans la même année il est nommé au commandement du département du Bas-Rhin. Envoyé à la grande armée en juillet 1812, sa santé altérée par ses blessures restées ouvertes, le force à rentrer en France où il reprend son commandement dans le Bas-Rhin. Maintenu dans ses fonctions par le gouvernement royal, il est fait chevalier de Saint-Louis le 8 juillet 1814, prend sa retraite le 10 mars 1815 et est promu le même jour lieutenant-général honoraire.
Rappelé à l’activité par l’Empereur qui le fait lieutenant-général par décret impérial le 11 juin 1815, cette nomination est annulée par les Bourbons et le général Schramm rentre dans la position de retraite. Il meurt le 12 mars 1826 au château de Beinheim. Son nom est inscrit sur l’arc de triomphe de l'Étoile, côté Nord. Son fils est Jean Paul Adam Schramm.

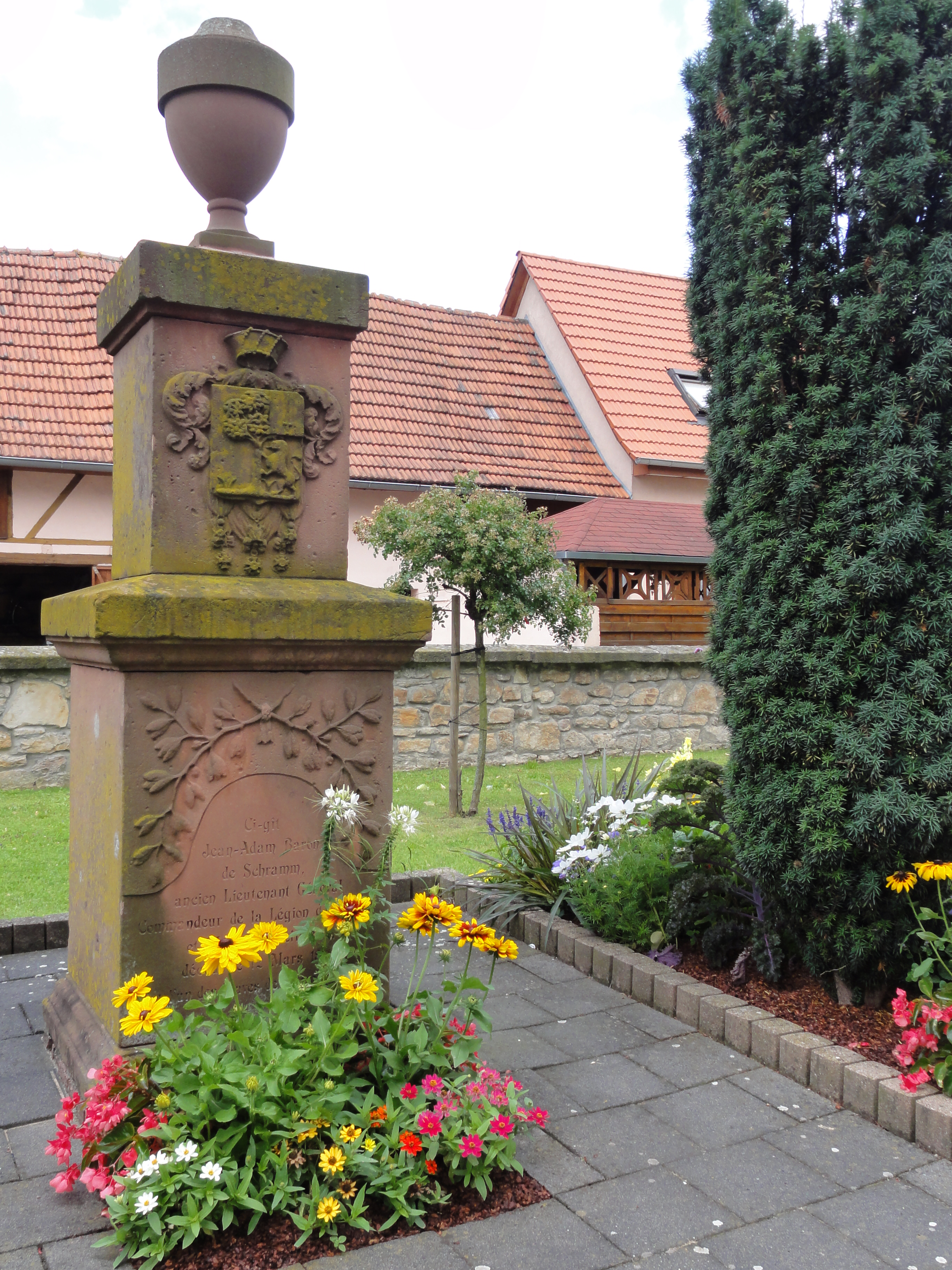
Tombe du général baron de Schramm à Beinheim